# Michail Dmitrievič Velikanov
Michail Dmitrievič Velikanov, in russo Михаил Дмитриевич Великанов? (27 dicembre 1892 – 27 luglio 1938), è stato un militare sovietico.
Fu un comandante militare coinvolto nella Guerra civile russa.
Fu giustiziato nel 1938 e riabilitato nel 1956.